# 斯韦托扎尔·格利戈里奇
斯韦托扎尔·格利戈里奇（1923年2月2日—2012年8月14日），塞尔维亚与南斯拉夫的国际象棋棋手，特级大师。
格利戈里奇曾十二次获得南斯拉夫国际象棋全国冠军（1947年－1950年、1956年－1960年、1962年、1965年、1971年），被认为是塞尔维亚历史上最杰出的棋手。20世纪50至60年代，他也是世界上最顶尖的棋手之一。他还曾十三次代表南斯拉夫参加国际象棋奥林匹克，帮助南斯拉夫队获得了1950年团体金牌。
2012年8月14日，格利戈里奇在塞尔维亚首都贝尔格莱德逝世，终年89岁。